# Conway (Arkansas)
Conway is een plaats (city) in de Amerikaanse staat Arkansas, en valt bestuurlijk gezien onder Faulkner County.

## Demografie
Bij de volkstelling in 2000 werd het aantal inwoners vastgesteld op 43.167.
In 2006 is het aantal inwoners door het United States Census Bureau geschat op 55.334, een stijging van 12167 (28.2%).

## Geografie
Volgens het United States Census Bureau beslaat de plaats een oppervlakte van
91,3 km², waarvan 90,8 km² land en 0,5 km² water. Conway ligt op ongeveer 87 m boven zeeniveau.

## Plaatsen in de nabije omgeving
De onderstaande figuur toont nabijgelegen plaatsen in een straal van 24 km rond Conway.